# Carige coniochyta
Carige coniochyta är en fjärilsart som beskrevs av Louis Beethoven Prout 1958. Carige coniochyta ingår i släktet Carige och familjen mätare. Inga underarter finns listade i Catalogue of Life.